# لبه (فیلم ۱۹۷۷)
لبه (به هندی: Kinara) یا کناره فیلمی محصول سال ۱۹۷۷ و به کارگردانی گلزار است. در این فیلم بازیگرانی همچون جیتندرا، هما مالینی، درمندرا ایفای نقش کرده‌اند.